# Salsa blue cheese
La salsa blue cheese (traducibile dalla lingua inglese in "salsa ai formaggi blu") è una salsa a base di formaggio erborinato, utilizzata solitamente come accompagnamento di carne alla griglia.

## Preparazione
Alla base della salsa blue cheese, oltre al formaggio erborinato, vi sono maionese, panna acida, latte, aceto e cipolle o aglio in polvere.

## Varianti
In Francia è diffusa una variante della salsa blue cheese, chiamata blue cheese vinaigrette per la somiglianza con la salsa francese vinaigrette, preparata con olio d'oliva, formaggio erborinato, aceto e talvolta spezie.